# DHT (duet muzyczny)
DHT – belgijski duet grający elektroniczną muzykę taneczną. W jego skład wchodzi producent Flor Theeuwes (ur. 28 sierpnia 1976 w Turnhout) i wokalistka Edmée Daenen (ur. 25 marca 1985 w Kortrijk).
Nazwa początkowo była skrótem od Danger Hardcore Team ((ang.) Niebezpieczna Hardcore'owa Drużyna), ale że zespół nigdy nie stworzył żadnego utworu w gatunku hardcore zdecydowano się zmienić rozszerzenie skrótu na Dance House Trance. Ten nadal nie był do końca adekwatny do stylu tworzonej przez duet muzyki, dlatego skrót zmieniono ponownie na Don't Hate This ((ang.) Nie nienawidźcie tego) i taki pozostaje do dziś. W 2005 duet zmienił nazwę na DHT featuring Edmée.
W 2003 grupa stworzyła cover utworu Listen to Your Heart autorstwa zespołu Roxette. Utwór ten stał się hitem w USA i Australii, a w grudniu 2005 uplasował się na 7. pozycji listy UK Singles Chart. W celach marketingowych związanych z tym coverem skrót DHT często rozwijany był także jako Definite Hit Track ((ang.) Zdecydowany Hit).
DHT feat. Edmée byli jednymi z nielicznych, którzy uplasowali się w pierwszej dziesiątce listy US Billboard Hot 100 z utworem w gatunku trance.

## Dyskografia

### Albumy
| Tytuł albumu                     | Data wydania    | Wydawnictwo      | Format           | Źródła                |
| -------------------------------- | --------------- | ---------------- | ---------------- | --------------------- |
| Listen to Your Heart - Album     | 18 lipca 2005   | White 2501 (DIG) | digital download | [ potrzebny przypis ] |
| Listen to Your Heart - Unplugged | 30 czerwca 2006 | White 2502 (DIG) | digital download | [ potrzebny przypis ] |
| Listen to Your Heart - Dance     | 30 czerwca 2006 | White 2503 (DIG) | digital download | [ potrzebny przypis ] |

### Single
| Tytuł singla                      | Data wydania         | Wydawnictwo          | Format           | Źródła                |
| --------------------------------- | -------------------- | -------------------- | ---------------- | --------------------- |
| Listen to Your Heart              | 30 listopada 2003    | White 2010 (CDS)     | CD single        | [ potrzebny przypis ] |
| Listen to Your Heart              | 30 listopada 2003    | White 2010 (12 Inch) | 12"              | [ potrzebny przypis ] |
| My Dream                          | 13 czerwca 2004      | White 2011 (CDS)     | CD single        | [ potrzebny przypis ] |
| My Dream                          | 27 czerwca 2004      | White 2011 (12 Inch) | 12"              | [ potrzebny przypis ] |
| Driver's Seat                     | 23 stycznia 2005     | White 2012 (CDS)     | CD single        | [ potrzebny przypis ] |
| Driver's Seat                     | 15 września 2008     | White 2018 (12 Inch) | 12"              | [ potrzebny przypis ] |
| Sun "teuduh-duh-te-te"            | 8 czerwca 2005       | White 2014 (CDS)     | CD single        | [ potrzebny przypis ] |
| Listen to Your Heart - UK Remixes | 23 stycznia 2006     | White 2019 (DIG)     | digital download | [ potrzebny przypis ] |
| Someone                           | 1 lutego 2003        | White 2015 (DIG)     | digital download | [ potrzebny przypis ] |
| Someone                           | 1 lutego 2003        | White 2015 (12 Inch) | 12"              | [ potrzebny przypis ] |
| I Go Crazy                        | 19 marca 2006        | White 2016 (DIG)     | digital download | [ potrzebny przypis ] |
| I Go Crazy - The Remixes          | 22 czerwca 2006      | White 2018 (DIG)     | digital download | [ potrzebny przypis ] |
| I Miss You                        | 31 lipca 2007        | White 2017 (DIG)     | digital download | [ potrzebny przypis ] |
| Heaven is a Place on Earth        | 14 października 2008 | White 2021 (CDS)     | CD single        | [ potrzebny przypis ] |
| Heaven is a Place on Earth        | 15 października 2008 | White 2021 (12 Inch) | 12"              | [ potrzebny przypis ] |